# Nongpoh
Nongpoh là một thị xã và là nơi đặt ủy ban khu vực thị xã (town area committee) của quận Ri Bhoi thuộc bang Meghalaya, Ấn Độ.

## Địa lý
Nongpoh có vị trí 25°54′B 91°53′Đ / 25,9°B 91,88°Đ Nó có độ cao trung bình là 485 mét (1591 feet).

## Nhân khẩu
Theo điều tra dân số năm 2001 của Ấn Độ, Nongpoh có dân số 13.165 người. Phái nam chiếm 51% tổng số dân và phái nữ chiếm 49%. Nongpoh có tỷ lệ 61% biết đọc biết viết, cao hơn tỷ lệ trung bình toàn quốc là 59,5%: tỷ lệ cho phái nam là 63%, và tỷ lệ cho phái nữ là 59%. Tại Nongpoh, 21% dân số nhỏ hơn 6 tuổi.

### Tôn giáo
Hầu hết người dân trong thị xã theo đạo Cơ đốc, một số theo đạo Hindu và số ít theo đạo Hồi.